# Runcinia tarabayevi
Runcinia tarabayevi es una especie de araña cangrejo del género Runcinia, familia Thomisidae. Fue descrita científicamente por Marusik & Logunov en 1990.

## Distribución
Esta especie se encuentra en Asia: Kazajistán, Irán, Kirguistán y Tayikistán.

## Tratamiento taxonómico
La especie aparece registrada y publicada en The crab spiders of Middle Asia, USSR (Aranei, Thomisidae). 1. Descriptions and notes on distribution of some species. Korean Arachnology 6: 31–62.